# Microtis globula
Microtis globula är en orkidéart som beskrevs av Robert J. Bates. Microtis globula ingår i släktet Microtis och familjen orkidéer. Inga underarter finns listade i Catalogue of Life.